# Глодяну-Серат (комуна)
Глодяну-Серат (рум. Glodeanu Sărat) — комуна у повіті Бузеу в Румунії. До складу комуни входять такі села (дані про населення за 2002 рік):
- Іляна (548 осіб)
- Глодяну-Серат (2524 особи) — адміністративний центр комуни
- Келдерушанка (687 осіб)
- Пітуліча (1003 особи)

Комуна розташована на відстані 65 км на північний схід від Бухареста, 33 км на південний захід від Бузеу, 124 км на південний захід від Галаца, 119 км на південний схід від Брашова.

## Населення
За даними перепису населення 2002 року у комуні проживали 4762 особи. Усі жителі комуни рідною мовою назвали румунську.
Національний склад населення комуни:
| Національність | Кількість осіб | Відсоток |
| -------------- | -------------- | -------- |
| румуни         | 4522           | 95,0%    |
| цигани         | 240            | 5,0%     |

Склад населення комуни за віросповіданням:
| Релігія            | Кількість осіб | Відсоток |
| ------------------ | -------------- | -------- |
| православні        | 4287           | 90,0%    |
| адвентисти         | 456            | 9,6%     |
| баптисти           | 8              | 0,2%     |
| п'ятдесятники      | 4              | 0,1%     |
| римо-католики      | 1              | < 0,1%   |
| не релігійні       | 1              | < 0,1%   |
| не вказали релігію | 1              | < 0,1%   |